# Philip Banks
Juez Philip Banks es un personaje de la sitcom de los años 1990 The Fresh Prince of Bel-Air.

## Personaje Principal
Juez Philip Banks nació el (30 de enero de 1946) en Yamacraw, Carolina del Norte. Philip se crio en una granja con sus padres (Joe y Hattie Banks) al que llamaban "Zeke". Se trasladó a Baltimore a los 16 años, fue a la Universidad de Princeton con una beca y en 1960 se convirtió en activista para el movimiento de derechos civiles. Estuvo presente en los disturbios en Selma en 1965 y Watts Riots, en el primer episodio también menciona que había oído a Malcolm X. En 1963, se le concedió una beca a la Universidad de Princeton, después de lo cual se fue a Harvard Law School. En 1975, Philip fue nombrado consejero de administración de la NAACP y más tarde galardonado con el Premio Espíritu Urbano por su labor en la promoción de los derechos civiles. Al comienzo de la serie, Philip es un abogado con la empresa de Firth, Wynn y Meyer, pero en la tercera temporada es nombrado a la judicatura, se convierte en juez después de que su exmentor, el juez Robertson, que le propinó un golpe bajo a Philip en un fraude en las elecciones correspondientes, muere de repente, y el Estado nombra como nuevo sucesor a Phil. Philip considera más tarde hacer una auténtica incursión en la política, pero renuncia cuando su esposa desaprueba sus intenciones.

## Personalidad
Philip es un hombre severo y estricto, pero él tiene un lado más suave, y es un ciudadano ejemplar. Sin embargo, su ira puede conseguir meterlo en problemas, especialmente cuando siente que su imagen está siendo manchada. Además, Philip es un excelente jugador de billar (un pasatiempo muy popular entre jóvenes universitarios que puede llegar a convertirse en una adicción), también puede ser codicioso, pues le paga un salario tan bajo a su mayordomo Geoffrey que en un episodio Geoffrey renuncia y vuelve hasta que le suben el salario.
Sin embargo, a pesar de ser un avaro, Philip es un devoto esposo, amante y padre. Él asegura que lo hace lo mejor para todos sus hijos, entre ellos Will. A pesar de los problemas en que Will se entromete a menudo, arrastrando incluso a Carlton o Ashley, Phillip lo aprecia como uno de sus hijos, como en la ocasión en que enfrenta al padre biológico de Will. A lo largo de la serie, Phillip ha estado allí para lo que sus hijos han necesitado en los malos momentos. Sin embargo, procura hacer que sus hijos tengan un camino como personas independientes ya que sabe que no estarán sujetos siempre a él.
- Datos: Q6074250